# 勝地涼
勝地涼（日语：勝地 涼，1986年8月20日—）是日本男演员，出身於東京都，是經紀公司FOSTER旗下的演員，畢業於堀越高等学校。經常在電影與電視劇中擔任配角演出的勝地，於2018年7月30日，和共同參與過2015年電視劇《根性青蛙》演出的女演員前田敦子註冊結婚。

## 人物
- 兴趣看书，篮球，棒球。
- 多次与宫崎葵合作，至少有6次共演的经历（《新函館人（日语：パコダテ人）》、《神啊！請等一下（日语：ちょっと待って，神様）》、《篤姫》、《少年手指虎》、《往復書簡：二十年後的作業》、《溫哥華的朝日》等片）。
- 《亡国神盾舰》拍摄之前曾进入自卫队实际体验生活，与在役自卫官一同生活和训练。
- 与同为演员的小栗旬关系很好。
- 2018年7月31日，與前AKB48成員前田敦子共同發表聲明，宣布兩人已於30日登記結婚[2][3]。2021年4月23日，前田敦子透过Instagram账号宣布与勝地涼离婚。[4]

## 戲劇作品

### 電視劇
- 新春特別番組 千晶，もう一度笑って（2000年，TBS電視台）
- 永遠の仔（2000年，日本電視台） - 飾  モウル（渡部篤郎的少年時代）
- 六番目の小夜子（2000年，NHK） - 飾  唐沢由紀夫
- 神様のいたずら 第5話「ダメ親父の恋と娘の初恋」（2000年，關西電視台）
- 泥棒家族スペシャル2（2001年，日本電視台） - 飾  户野島光彦
- さよなら，小津先生（2001年，富士電視台） - 飾  長瀬健太
- 醫家姊妹（2001年，TBS電視台） - 飾  高原俊哉
- 新・愛の嵐（2002年，富士電視台） - 飾  鳥居猛（少年期）
- 早安少女組。ドラマスペシャル『おれがあいつであいつがおれで』（2002年，TBS電視台） - 飾  斉藤一夫
- 再見了，可魯（2003年，NHK） - 飾  宮田正晴
- さとうきび畑の唄（2003年，TBS電視台） - 飾  平山昇
- Stand UP!!（2003年，TBS電視台） - 飾  松崎芳樹
- 末っ子長男姉三人（2003年，TBS電視台） - 飾  米山健一
- 神啊！請等一下（日语：ちょっと待って，神様）（2004年，NHK） - 飾  茂多三郎
- 暴風雨之戀（2004年，TBS電視台） - 飾  加瀬啓介
- 涙そうそう この愛に生きて（2005年，TBS電視台） - 飾  小田司
- 里見八犬伝（2006年，TBS電視台） - 飾  犬村大角禮儀
- 少しは，恩返しができたかな（2006年，TBS電視台） - 飾  牧内拓巳
- 派遣女王（2007年，日本電視台） - 飾  淺野務
- パパの涙で子は育つ（2007年，富士電視台） - 飾  齊藤幸一
- 篤姫 （2008年，NHK大河劇） - 飾  ジョン万次郎
- 未來講師（2008年，朝日電視台）- 飾  海老沢ユーキ
- 四个谎言（2008年，朝日電視台） - 飾  安城英児
- 貓街（2008年，NHK）- 飾  峰 浩一
- 戀愛SP第一夜「カムフラージュ」（2008年，TBS電視台） - 飾  笹倉祐樹
- 小児救命（2008年，朝日電視台） - 飾  木暮賢斗
- 黑部的太陽（2009年，富士電視台）- 飾  沢井甚太
- 白旗の少女（2009年9月30日，東京電視台） - 飾  池内光男
- 東京DOGS（2009年，富士電視台） - 飾  堀川経一
- 世界奇妙物語 20週年SP・春 〜人気番組競演編〜「ニュースおじさん，ふたたび」（2010年，富士電視台） - 飾  永井勇作
- 美丘（2010年，日本電視台）- 飾  笠木邦彦
- NHK特集「さよなら，アルマ」（2010年12月18日，NHK） - 主演・朝比奈太一（初主演）
- 復胖男女（2011年，日本電視台） - 飾  風見研作
- 金曜プレステージ特別企画「刑事・鳴沢了2〜偽りの聖母〜」（2011年5月20日，富士電視台） - 飾  大西海
- 家政婦三田（2011年，日本電視台) - 大場  ※友情出演
- 分身（2012年，WOWOW） - 飾  滝沢裕介
- 儿童警察（2012年，TBS電視台） - 飾  国光信
- 金曜プレステージ 特別企画「女秘匿捜査官 原麻希 アゲハ」（2012年7月13日，富士電視台） - 飾  原健太
- 八重之櫻（2013年，NHK大河劇） - 飾  山川健次郎
- 儿童警察（2013年，TBS電視台） - 国光信
- SUMMER NUDE（2013年，富士電視台） - 飾  矢井野孝至
- NHK晨間劇 小海女（2013年8月27日、NHK） - TOSHIYA
- 富士電視台開局55週年記念SP「東京にオリンピックを呼んだ男」（2014年10月11日，富士電視台） - 飾  橋爪四郎
- 出色的選TAXI 第4話（2014年11月4日，關西電視台） - 飾  朝倉陽平
- 脫黑～不再當黑社會～（2015年4月-6月，TBS電視台） - 飾  佐野直道
- 根性青蛙（2015年7月-9月，日本電視台） - 飾  五郎
- 糖果之家（2015年10月-12月，TBS電視台） - 飾  三枝弘樹
- 軟飯男（2018年7月-9月，朝日電視台） - 飾  池目亮介
- 韋馱天～東京奧運故事～ （2019年，NHK大河劇） - 飾  美川秀信
- 派遣女王 第2季（2020年6月-8月，日本電視台）- 飾  淺野務
- 涅墨西斯（2021年4月 - 6月，日本電視台） - 飾  千曲鷹弘
- Dr. White 第2話 - 最終話（2022年1月24日 - 3月21日，關西電視台・富士電視台系）- 飾  夏樹拓實
- 隔壁的阿力（2022年1月20日 - 3月31日，朝日電視台）- 飾  本間奏人
- 忍者結婚很難（2023年1月5日 - 3月16日，富士電視台）- 飾 音無祐樹
- 最終看到的街道（2024年9月21日，朝日電視台）- 飾 寺本真臣

### 电影
- 世界奇妙物語 電影特別篇（2000年） - 飾  大石良金
- 青春電幻物語（2001年） - 飾  寺脇仁志
- 夢 追いかけて（2002年） - 飾  純一
- パコダテ人（2002年） - 飾  隼人
- 1980（イチキューハチマル）（2003年）
- Battle・Royal II 鎮魂歌（2003年） - 飾  桜井晴哉
- 亡国神盾舰（2005年） - 飾  如月行
- この胸いっぱいの愛を（2005年） - 飾  布川輝良
- 空中庭園（2005年） - 飾 森崎
- 花よりもなほ（2006年） - 飾  青木宗右衛門
- SOUL TRAIN（2006年） - 飾  須藤（主演）
- 幸福な食卓（2007年） - 飾  大浦勉学
- 東京鐵塔：老媽和我，有時還有老爸（2007年） - 飾  平栗
- 吉祥天女（2007年） - 飾  遠野涼
- 阿波DANCE（2007年） - 飾  立智花孝治
- 少年手指虎（2009年） - 飾  マサル
- 等待幸福（2009年） - 飾  新垣渡
- 戦慄迷宮3D THE SHOCK LABYRINTH（2009年） - 飾  モトキ
- 终有一天（2010年） - 飾  真鍋京平
- 阪急電車 單程15分鐘的奇蹟（2011年） - 飾  小坂圭一
- 小川の辺（2011年）
- 往復書簡：二十年後的作業（2012年） - 飾  生島直樹
- 球場上的朝陽（2014年） - 飾  ケイ北本
- 熱血高校 3（2014年） - 飾  小岐須健一
- 銀魂2：規矩是為了被打破而存在的（2018年） - 飾  德川茂茂
- 假面飯店（2019年） - 飾  女装した男
- 涅墨西斯：黃金螺旋之謎（2023年） - 飾 千曲鷹弘
- 聖☆哥傳 THE MOVIE〜聖人 VS 惡魔軍團〜（2024年）- 飾 帝釋天

### 舞台剧
- シブヤから遠く離れて（2004年） - 飾  ケンイチ
- KITCHEN キッチン（2005年） - 飾  ハンス
- 父帰る/屋上の狂人（2006年） - 飾  新二郎/末次郎
- 犬顔家の一族の陰謀〜金田真一耕助之介の事件です。ノート（2007年） - 飾  野見山玉男
- 卡里古拉（2007年） - 飾  シピオン
- いのうえ歌舞伎　壊・Punk　蜉蝣峠（2009年） - 飾  銀之助
- ムサシ (劇作品)|ムサシ（2010年） - 飾  佐佐木小次郎
- いのうえ歌舞伎 髑髏城の七人（2011年）-  飾  兵库

### 電視动画
- The World of GOLDEN EGGS（2006年） - 飾  ライアンJr （第2季 #22,#23）
- UN-GO（2011年） - 飾  結城新十郎 （主演）

### 劇場版動畫
- 銀髮阿基德（2006年） - 飾  アギト （主演）
- 劇場版 機動戰士鋼彈00 -A wakening of the Trailblazer-（2010年） - デカルト・シャーマン
- UN-GO episode:0 因果論（2011年） - 飾  結城新十郎 （主演）
- 花與愛麗絲之殺人事件（2015年） - 飾  湯田光太郎

## CM
- 大塚製藥寶礦力水特（2000年）
- NTTドコモ北海道 NTT DOCOMO 夏のフェア（2002年）
- 三得利なっちゃん（2003年）
- ネスレ奇巧巧克力（2007年-）─ 與北乃紀伊
- TOYOTA「トヨタ・アリオン」（2007年）
- 麒麟啤酒「麒麟淡麗〈生〉」（2009年）
- 史克威爾艾尼克斯「ドラゴンクエストVII エデンの戦士たち」（2013年）─ 聲音出演
- Sunstar「Doクリア」（2013年）─ 聲音出演
- プロミス（NEW UNIT “PROMISE”デビュー・プロジェクト、2014年）
- NTT DOCOMO（新料金「U25」篇、2014年）

## MV
- KOKIA〈愛のメロディー〉
- 大山百合香（日语：大山百合香）〈さよなら〉

## 游戏
- ドラッグオンドラグーン2 封印の紅，背徳の黒（2005年，PS2） - ノウェ（主人公）
- SD鋼彈G世代（2012年、PSP） - デカルト・シャーマン